# Chelostoma carinulum
Chelostoma carinulum är en biart som beskrevs av Pérez 1895. Chelostoma carinulum ingår i släktet blomsovarbin, och familjen buksamlarbin. Inga underarter finns listade i Catalogue of Life.